# 316. strelska divizija (ZSSR)
316. strelska divizija (izvirno rusko 316. стрелковая дивизия; kratica 316. SD) je bila strelska divizija Rdeče armade v času druge svetovne vojne.

## Zgodovina
Divizija je bila ustanovljena julija 1941 in 18. novembra istega leta je bila preoblikovana v 8. gardno strelsko divizijo. Ponovno je bila ustanovljena julija 1942 in razpuščena novembra 1942. Tretjič je bila ustanovljena septembra 1943 s preoblikovanjem 57. in 131. strelske brigade.